# Desigualdad de Bonse
En teoría de números, la desigualdad de Bonse, llamada así por H. Bonse, relaciona el tamaño de un primorial con el primo más pequeño que no aparece en su factorización de enteros. Establece que si p1, ..., pn, pn+1 son los n + 1 números primos más pequeños y n ≥ 4, entonces
{\displaystyle p_{n}\#=p_{1}\cdots p_{n}>p_{n+1}^{2}.}
(el producto medio es una forma abreviada de primorial {\displaystyle p_{n}\#} de pn)
El matemático Denis Hanson demostró la existencia de un límite superior, según el cual {\displaystyle n\#\leq 3^{n}}.